# Vår fantastiska värld
Vår fantastiska värld var ett barnprogram som hade premiär i SVT senast 9 januari 1974, där Arne Weise satt vid ett bord med ett uppslagsverk och en jordglob och presenterade olika korta dokumentärfilmer från hela världen. Varje avsnitt avslutades med en tecknad kortfilm. 5 februari 1975 presenterade Weise för första gången Rickard Rättrådig på svenska och spelade alla röster själv. 28 september 1977 införde han titeln Linus på linjen för den serie som tidigare bara kallats "Linjen" (åtminstone sedan julen 1972). I sista omgången inkorporerades science fiction-serien Jason och stjärnkommandot ("Jason of Star Command") och en repris av den tecknade serien Det var en gång (om världens historia). Det sista avsnittet sändes den 22 april 1980.